# De la colère
De ira
Le De ira ou De la colère est un dialogue en latin du philosophe Sénèque. 
Il y propose une définition et une explication de la colère, avant de proposer des conseils thérapeutiques pour l’extirper de l’âme du lecteur.

## Destinataire et date d'écriture
Le dialogue est adressé au frère aîné de Sénèque, Gallion. Ce dernier a changé son nom en Lucius Julius Gallio Annaeus, peut-être à cause d’une adoption testamentaire. C’est sous ce nom qu’il est aussi le destinataire du De Vita Beata, un dialogue postérieur de Sénèque. 
Contrairement à ce qui se passe dans d’autres dialogues, le De tranquillitate animi (Sur la tranquillité de l'âme) en particulier, Sénèque ne donne aucune information sur le tempérament ou la situation de son destinataire et il est difficile de savoir ce qui a pu le motiver à adresser cette œuvre à Novatus en particulier.
Comme pour beaucoup des œuvres de Sénèque, la date d’écriture est difficile à établir. On peut établir une date avant laquelle le texte n’a pas pu être écrit (terminus post quem) : la mort de Caligula en janvier 41. En effet, Sénèque le mentionne dans le De Ira d’une manière qui suggère qu’il était mort au moment de l’écriture. Le terminus ante quem (la date d’écriture la plus tardive envisageable) est 52 ap. J.-C., puisqu'on sait qu’à cette époque le destinataire du dialogue ne portait plus le nom sous lequel Sénèque s’adresse à lui dans le De Ira.

## Forme dialoguée et plan de l'œuvre
L’Ambrosianus (n°90), un manuscrit du XIe siècle qui est notre plus ancien témoin du De Ira, le décrit comme un dialogue (dialogus, un terme emprunté au grec par la critique littéraire latine et qui désigne un genre littéraire dans lequel s’inscrivent les dialogues philosophiques comme ceux de Platon ou de Cicéron). Certains témoignages plus proches de Sénèque dans le temps, comme celui de Quintilien (Institutions Oratoires 10, 1, 129) suggèrent que c’était ainsi qu’il était identifié par les contemporains de l’œuvre et l’auteur lui-même. Le terme, dans le cadre du De Ira, ne renvoie pas à la création littéraire de personnages distincts et caractérisés, mais à la manière dont la voix auctoriale s’adresse au destinataire de l’oeuvre et à des interlocuteurs fictifs auxquels il donne la parole. 
Le dialogue est composé de trois livres. Le plan du De Ira a toujours perturbé ses commentateurs, au point que certains ont suggéré que le troisième livre avait été écrit indépendamment des deux premiers.

### Livre 1
Le dialogue s’ouvre sur une description de l’homme en colère, qui doit prouver au lecteur que celle-ci est la pire et la plus ravageuse de toutes les passions : elle est une brève folie (brevis insania). À ce passage succède une exposition plus théorique. Sénèque propose plusieurs formulations de la définition de la colère (dont celle de Posidonius et d’Aristote). Comme il était fréquent dans l’antiquité, la colère est définie comme un « désir de vengeance » ; plusieurs objections à propos de ces définitions sont réfutées. La colère (ira) est ensuite distinguée de l’irascibilité (iracundia). Il est établi que les animaux ne peuvent pas ressentir de colère, pas plus que d'autres émotions.
Après cette exposition, la plus grande partie du livre est consacrée à une polémique contre la position péripatéticienne sur le contrôle de la colère. Ces derniers, comme Théophraste que cite Sénèque, pensaient que la colère était utile et naturelle, tant qu’elle restait mesurée ; il n’était donc ni souhaitable ni possible de la faire disparaître complètement. La position stoïcienne, que Sénèque défend, veut au contraire que la colère ne soit ni utile, ni naturelle, et que de plus toute tentative de la garder sous contrôle soit condamnée à l’échec. Il faut donc l’« extirper » complètement de l’âme.

### Livre 2
Le second livre s’ouvre sur une description précise du processus qui conduit à ressentir de la colère. Sénèque distingue trois stades dans ce processus. Le premier stade est le choc qui se produit dans l’âme lorsque l’individu réalise qu’il a été blessé par autrui et qu’une vengeance est appropriée. Ce choc initial, cependant, n’est pas encore la colère : pour que celle-ci apparaisse, il faut que l’âme approuve l’opinion selon laquelle l’on doit se venger (deuxième stade), puis perde le contrôle (troisième stade). La colère, comme toutes les émotions, contient donc un élément volontaire, et peut en conséquence être supprimée par la volonté.
Après un retour à la polémique du livre 1, Sénèque propose un programme de thérapie de la colère (à partir de De Ira 2, 18). La thérapie de la colère du livre 2 couvre la prophylaxie (les manières de prévenir l’apparition de la colère) et aborde d’abord l’éducation des enfants, avant d’envisager la prévention de la colère chez les adultes. Elle envisage ainsi l’ensemble de la vie.

### Livre 3
Le livre 3 développe la thérapie à proprement parler : comment remédier à la colère une fois qu’elle s’est frayé un chemin dans l’âme de l’individu. Cette thérapie suppose une discipline mentale. Sénèque a recours à de nombreux exemples historiques, soit positifs (comme Auguste), soit négatifs (comme Cyrus et Caligula). Une dernière section du livre 3 traite de la manière de soigner la colère chez les autres.

## Genre littéraire et sources
Le genre du traité sur la colère était répandu dans l’Antiquité : ont été partiellement conservés ceux de l’épicurien Philodème de Gadara et du médio-platonicien Plutarque,. Sénèque quant à lui puise son inspiration principale dans les thèses de l’école stoïcienne, et en particulier chez Chrysippe et Posidonius, deux auteurs stoïciens qui avaient chacun écrit un Péri Pathôn (Traité sur les passions). J. Fillion-Lahille a suggéré que le premier livre du De Ira était inspiré de Chrysippe, tandis que le second incorporait les innovations de Posidonius (qui accordait une plus grande place que Chrysippe aux tendances irrationnelles de l’âme).
Cependant, des recherches plus récentes ont remis en cause cette hypothèse, en établissant que l’idée selon laquelle Posidonius aurait été en désaccord avec Chrysippe sur certains points importants de la théorie des émotions était due à une déformation opérée par Galien (notre principal témoin des idées de Posidonius et Chrysippe, leurs œuvres ayant été perdues).  
On peut ainsi considérer que, quelles que soient les sources auxquelles ait eu accès Sénèque, son traitement de la colère est cohérent avec celui de Chrysippe. 
Sénèque citait également Aristote et Théophraste, qu’il connaissait peut-être de manière indirecte. En ce qui concerne les exercices pratiques recommandés par l’auteur, l’influence du philosophe romain Sextius est probable ; son habitude de l’examen de conscience est mentionnée en De Ira 3, 36, 1, et celle de se regarder dans le miroir pendant une crise de colère en 2, 36, 1 sqq.

## Postérité
Le De Ira n’a pas laissé de traces dans les générations suivant celle de Sénèque ; même Epictète et Marc-Aurèle, qui appartenaient à la même école philosophique que Sénèque, ne présentent pas d’idées qui puissent être rapportées avec certitude au dialogue De Ira. En revanche, les auteurs chrétiens écrivant en latin ont fait un usage plus assidu du texte : ainsi le traité a fourni une base théorique pour les réflexions sur la colère parmi les chrétiens, comme Lactance, De la colère de Dieu, et Arnobe, Contre les Nations. Lactance cite abondamment le dialogue de Sénèque, au point qu’un passage, que la tradition manuscrite n’a pas conservé, nous a été transmis seulement par cet auteur (les définitions de la colère, De Ira 1, 2, 3). Martin de Braga a également composé, au VIe siècle, un traité sur la colère qui est principalement un résumé du dialogue sénéquien.